# فارا فرانکلین
فارا فرانکلین (انگلیسی: Farrah Franklin؛ زادهٔ ۳ مهٔ ۱۹۸۱) یک موسیقی‌دان اهل ایالات متحده آمریکا است. وی از سال ۱۹۹۹ میلادی تاکنون مشغول فعالیت بوده‌است.